# Quebrada de Peralillo
La quebrada de Peralillo es un cauce natural de agua que nace en el cerro Negro y fluye en la Región de Atacama con dirección general SW hasta desembocar en el océano Pacífico.

## Trayecto
La quebrada de Peralillo se ubica al sur de la quebrada Pan de Azúcar al norte del río Salado (Chañaral). Casi al llegar al mar se une con la quebrada Agua Hedionda.

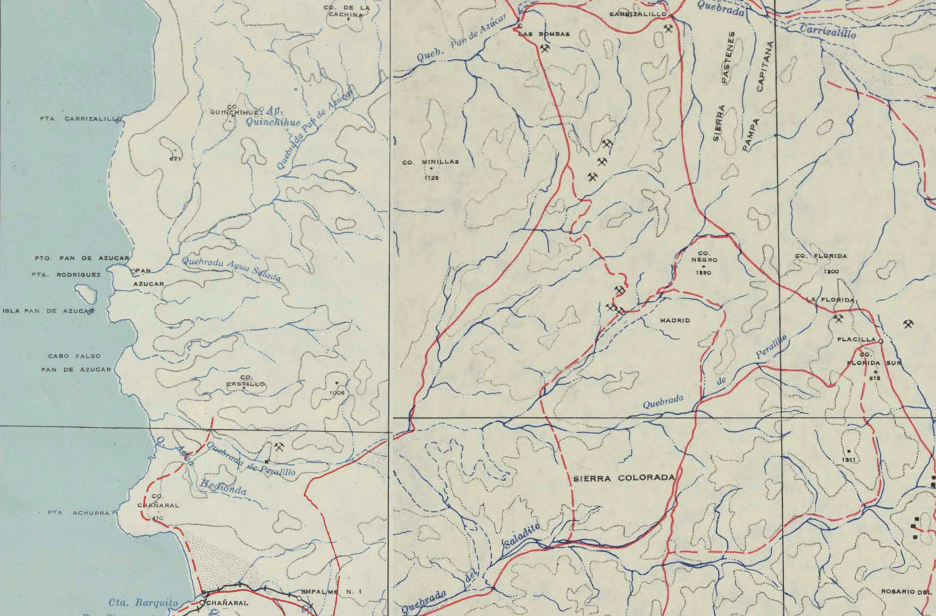
La quebrada en un compuesto de dos mapas del Instituto Geográfico Militar de Chile, ambos publicados el año 1954 con una escala de 1:250000.

## Caudal y régimen
Las precipitaciones en la zona son notablemente escasas. El informe de la Comisión Nacional de Riego recoge los siguientes valores:
| Estación                 | Precipitaciones anuales en mm |
| ------------------------ | ----------------------------- |
| El Salvador              | 19,3                          |
| Llanta Retén             | 12,4                          |
| Potrerillos              | 14,4                          |
| Diego de Almagro (Chile) | 14,0                          |
| Inca de Oro              | 21,8                          |
| Chañaral                 | 7,1                           |

Algunas de las cuencas del desierto se prestan para llevar las aguas del invierno boliviano, que ocurre en el verano austral.
Otra fuente de humedad y hasta cierto punto líquido es la captación en la vegetación de las neblinas, localmente llamadas camanchaca, provenientes del mar.: 41 

## Historia
Luis Risopatrón la describe en su Diccionario Jeográfico de Chile de 1924:
Peralillo (Quebrada de). 26° 14' 70° 28' Nace en los alrededores del cerro Negro i lleva agua tan mala que los animales rehusan bebería, la que corre en hilítos sobre la roca desnuda i deja una capa de sales en las estrechuras; ofrece vegas, que se suceden, con pequeñas interrupciones, en una estensión de 6 a 8 kilómetros, se angosta mucho en los últimos 3 km de su curso i termina con un salto vertical al llegar a la playa del mar. Presenta un sendero de leñadores al lado Ñ, a medio km al E de su desembocadura, que. baja a la playa haciendo zig-zigs en una falda parada i pedregosa; comprende 63 250 hectáreas de hoya hidrográfica. 98, n, p. 386 i 496 i carta de San Román (1892); 99, p. 14; 128; 156; i 161, i, p. 14 i 27.